# Macaparana
Macaparana é um município brasileiro do estado de Pernambuco, com uma população de 24 904 habitantes (estimativa de 2014) e área de 108,048 km². 
É formado pelo distrito-sede e pelos povoados de Chã do Relógio, Pirauá, Poço Comprido e Nova Esperança. Os bairros de Macaparana são: Alvorada, Centro, Cohab, Cruzeta, Cirão (Bairro Industrial), Terra Prometida e a Vila das Pimentas.

## Toponímia
O historiador Mário Melo propôs a mudança do nome do município, antes chamado Macapá, para Macaparana, uma vez que Macapá, nome de uma palmeira então existente em abundância na região, já era o nome de outra cidade brasileira. Para uns, Macabá é o nome de uma palmeira. Para outros, significa "pomar de macabas", que é o fruto de uma palmeira. Macaba ou bacaba provém do tupi iwa-kawa: "fruta gorda, graxa". Mário Melo criou o termo Macaparana, adicionando a desinência rana (macapá + rana), cujo significado em tupi é "semelhante, parecido". Portanto, Macaparana significa "parecida com  Macapá".

## História
O primeiro registro que se tem da formação de Macaparana data do final do século XIX (1879) quando o almocreve Manoel Panguengue construiu um rancho de taipa em terras do engenho Macapá, hoje engenho Macapá velho, propriedade do fazendeiro José Francisco do Rego Cavalcanti e de sua esposa Emília Joaquina Cabral de Melo. A construção passaria a servir como ponto de apoio para o comerciante realizar seus negócios e, posteriormente, tornou-se estalagem para viajantes. Com o passar dos anos outras casas foram erguidas no local, formando o que viria a ser denominado Vila de Macapá, distrito de Timbaúba.
A vila que deu origem à cidade de Macaparana teve suas primeiras casas construídas no local onde hoje é a Rua Nossa Senhora do Amparo, esquina com a Rua Manoel Borba, no centro. A primeira casa, construída em 1879,  é atualmente um sobrado comercial - construção que preserva parte de sua arquitetura original e que é de grande valor histórico para a cidade. A casa foi, por muitos anos, residência de Dona Anna de Moraes Andrade, vereadora por cinco vezes consecutivas e também ex-prefeita da cidade. Dona Anita, como era conhecida, ajudou a escrever a história de Macaparana, sendo posteriormente citada em vários livros e incluída entre as 100 Mulheres que mudaram a história de Pernambuco.
O poder político ainda se concentra nas mãos de duas famílias - os Moraes, partidários da antiga ARENA 2, e os Cavalcanti, antes ligados à antiga ARENA 1 e, hoje, ao DEM).

### Cronologia
- 18 de janeiro de 1908 - Lei municipal (de Timbaúba) nº 27 cria o 4º Distrito.
- 24 de abril de 1909 - Em ofício ao Governador, Conselho Municipal de Timbaúba informa a supressão do 4º distrito, que é incorporado ao Distrito de São Vicente.
- 6 de julho de 1913 - Lei Municipal (de Timbaúba) número 179 cria o distrito de Macapá.
- 11 de setembro de 1928 - Lei estadual nº 1931 constitui o município de São Vicente, composto pelos antigos distritos timbaubenses de São Vicente e Macapá. O município foi instalado em 1 de janeiro de 1930.
- 21 de abril de 1931 - Decreto estadual nº 57 eleva 'Macapá à categoria de cidade, que passa a ser a sede do já formado município de São Vicente.
- 31 de dezembro de 1943 - Decreto-lei Estadual nº 952 muda o nome de Macapá para Macaparana.

(Fonte:)

## Economia
A história de Macaparana se confunde com a da monocultura da cana de açúcar. A agricultura canavieira secular  dominou boa parte da história da cidade, assim como de todo o Estado de Pernambuco. A instalação dos engenhos, concentrou poder econômico e político em um grupo familiar que teve seu apogeu com a implantação da Usina Nossa Senhora de Lourdes. 
Paralelamente, iniciou-se o também domínio político desse mesmo grupo familiar que controlava a população a partir do voto cabresto que se explica devido a sua dependência do trabalho proveniente da concentração de riquezas e do poder político de uma única família. A monocultura do açúcar assim tem concentrado o poder econômico, social e político nos donos de engenhos - uma relação social amplamente estudada por cientistas políticos e sociais, especialmente Gilberto Freyre, cujos trabalhos podem contribuir para o entendimento da formação de Macaparana.
A história econômica recente do Município recebeu um revés durante o governo do Presidente Fernando Henrique com a novas regras de empréstimos e financiamentos bancários impostas pela nova ordem econômica do país. Como consequência, a Usina Nossa Senhora de Lourdes, que detinha boa parte do PIB da cidade, foi obrigada a fechar e demitir muitos trabalhadores.
A agricultura canavieira vem perdendo espaço na economia do Município, cedendo espaço à criação de gado e à plantação de bananas. Um outro potencial que começa a ser explorado espontaneamente - pois não existe planejamento público ou empresarial - é o de pólo comercial e turístico.

## Geografia

### Relevo
O município de Macaparana localiza-se na unidade geoambiental do Planalto da Borborema, formada por maciços e outeiros altos, com altitude variando entre 650 a 1.000 metros. O relevo é movimentado, com vales profundos e estreitos dissecados. Os solos variam com a altitude:
- Superfícies suave onduladas a onduladas: Ocorrem Planossolos,de profundidade média, fortemente drenados, ácidos a moderadamente ácidos e fertilidade natural média. Ocorrem também os Podzólicos, que são profundos, textura argilosa, e fertilidade natural média a alta.
- Elevações: ocorrem os solos Litólicos, rasos, textura argilosa e fertilidade natural média.
- Vales dos rios e riachos: ocorrem os Planossolos, medianamente profundos, imperfeitamente drenados, textura média/argilosa, moderadamente ácidos, fertilidade natural alta e problemas de sais.

Ocorrem ainda afloramentos de rochas.

### Vegetação
A vegetação nativa é típica do agreste: Florestas Subcaducifólica e Caducifólica.

### Hidrografia
O município de Macaparana encontra-se inserido nos domínios da bacia hidrográfica do Rio Goiana. É também banhado pelo Rio Capibaribe Mirim.

### Clima
Clima tropical, com temperatura média anual (ATAMIR) em torno dos 24 °C e índice pluviométrico de aproximadamente 1 070 milímetros por ano, concentrados nos meses de inverno.
| Dados climatológicos para Timbaúba | Dados climatológicos para Timbaúba | Dados climatológicos para Timbaúba | Dados climatológicos para Timbaúba | Dados climatológicos para Timbaúba | Dados climatológicos para Timbaúba | Dados climatológicos para Timbaúba | Dados climatológicos para Timbaúba | Dados climatológicos para Timbaúba | Dados climatológicos para Timbaúba | Dados climatológicos para Timbaúba | Dados climatológicos para Timbaúba | Dados climatológicos para Timbaúba | Dados climatológicos para Timbaúba |
| Mês                                | Jan                                | Fev                                | Mar                                | Abr                                | Mai                                | Jun                                | Jul                                | Ago                                | Set                                | Out                                | Nov                                | Dez                                | Ano                                |
| ---------------------------------- | ---------------------------------- | ---------------------------------- | ---------------------------------- | ---------------------------------- | ---------------------------------- | ---------------------------------- | ---------------------------------- | ---------------------------------- | ---------------------------------- | ---------------------------------- | ---------------------------------- | ---------------------------------- | ---------------------------------- |
| Temperatura máxima média (°C)      | 30,8                               | 30,4                               | 29,9                               | 28,8                               | 27,2                               | 26                                 | 25,7                               | 26,3                               | 28                                 | 29,4                               | 30,1                               | 30,1                               | 28,6                               |
| Temperatura média (°C)             | 25,3                               | 25,2                               | 25,1                               | 24,6                               | 23,3                               | 22,1                               | 21,6                               | 21,9                               | 23,1                               | 24                                 | 24,6                               | 24,8                               | 23,8                               |
| Temperatura mínima média (°C)      | 19,9                               | 20,1                               | 20,3                               | 20,5                               | 19,4                               | 18,3                               | 17,6                               | 17,6                               | 18,2                               | 18,7                               | 19,2                               | 19,5                               | 19,1                               |
| Precipitação (mm)                  | 56                                 | 63                                 | 119                                | 151                                | 136                                | 144                                | 170                                | 86                                 | 56                                 | 24                                 | 24                                 | 37                                 | 1 066                              |
| Fonte: Climate-Data.org            |                                    |                                    |                                    |                                    |                                    |                                    |                                    |                                    |                                    |                                    |                                    |                                    |                                    |

## Economia
Macaparana é formada por Engenhos, Usina, Fazendas, Sítios, Vilas e Povoados (Poço Cumprido, Pirauá e lagoa Grande), sendo a maior parte da terras de engenhos (17 ao todo): Paquevira, Conceição, Palma, Balanço, Maçaranduba, Tanque de Flores, Rincão, Macapá Velho, Macapazinho, Limão, Diligência (Latão), Gameleira, Vitória, Três Poços, Lagoa Dantas, Monte Alegre Velho, Bonito, Pedreiras.
Essa forte ligação com os engenhos de cana de açúcar inspirou a professora Ana Maria Gomes Pedrosa a desenhar a Bandeira do município.
O Índice de Desenvolvimento Humano Municipal-IDH-M é de 0,609. Este índice situa o município em 55o no ranking municipal e em 3927ª  no rankig nacional no ano de 2010.